# Гойсовац
Гойсовац (серб. Гојсовац / Gojsovac) — село в общине Биелина Республики Сербской Боснии и Герцеговины. Население составляет 749 человек по переписи 2013 года.